# NGC 2546
NGC 2546 (również OCL 726 lub ESO 369-SC7) – gromada otwarta znajdująca się w gwiazdozbiorze Rufy. Odkrył ją Nicolas Louis de Lacaille w 1751 roku. Jest położona w odległości ok. 3 tys. lat świetlnych od Słońca.